# 대전매봉초등학교
대전매봉초등학교는 대한민국 대전광역시 대덕구에 있는 공립 초등학교이다.

## 학교 연혁
- 1996. 09. 11 대전매봉초등학교 설립인가(36학급)
- 1999. 10. 15 대전매봉초등학교 개교
- 2003. 03. 01 ~ 2005. 02. 28 대전광역시교육청 에너지 정책 연구학교 지정
- 2005. 03. 01 ~ 2007. 02. 28 대전광역시 발명교육 시범학교 지정
- 2009. 02. 08 조리실, 영어실 증축
- 2010. 11. 30 보건실, Wee-Class 증·개축
- 2011. 11. 26 100대 교육과정 우수학교 인증
- 2011. 12. 06 인성교육 우수브랜드 학교 선정
- 2011. 12. 16 교육활동 우수학교 표창
- 2012. 09. 04 화장실 현대화 사업, 교실바닥 및 출입문 교체 완료
- 2011. 03. 01 ~ 2013. 02. 28 대전광역시교육청 EBSe 영어방송활용 연구학교운영 완료(2년)
- 2014. 02. 28 후동 화장실 현대화 사업, 경비실 설치
- 2015. 02. 13 제16회 졸업식(졸업생수 누계 4,252명)
- 2015. 03. 01 제8대 강기석 교장선생님 부임
- 2015. 03. 01 46학급 편성(특수학급 2학급 포함)

## 학교 상징
- 교화 - 민들레 : 옛날 서당을 앉은뱅이길이라고 불렀고 그 마당엔 으레 앉은뱅이 꽃인 민들레를 심었는데, 민들레의 9가지 덕을 본받으라는 뜻이었다고 한다. 이를 포공구덕이라고 하였으며 이는 인(忍), 강(剛), 예(禮), 용(用), 정(精), 자(慈), 인(仁), 용(勇)이다.
- 교목 - 소나무 : 비바람, 눈보라와 같은 자연의 역경 속에서 변함없이 늘 푸른 모습을 간직하고 있는 소나무의 기상은 꿋꿋한 절개요, 의지, 지조를 나타내는 매봉인의 기상이다.

## 참고 자료
- 대전매봉초등학교 - 한국교육학술정보원 학교알리미